# Kalmthout
Kalmthout ist eine belgische Gemeinde in der Provinz Antwerpen in der Region Flandern mit 19.672 Einwohnern (Stand 1. Januar 2024), wovon 1589 Niederländer sind. Sie umfasst die vier Dörfer Kalmthout Dorf, Heide, Achterbroek und Nieuwmoer.
Kalmthout liegt an drei Bahnhöfen: Heide, Kalmthout und Kijkuit, an einer Eisenbahnstrecke zwischen Antwerpen und Essen (Belgien) an der niederländischen Grenze. Sowohl Heide als auch Kalmthout haben ihre alten Bahnhofsgebäude behalten.
Die drei Mitglieder der flämischen Folkgruppe Laïs kommen aus Kalmthout.
Das Arboretum von Jelena und Robert Belder in Kalmthout gehört zu den bedeutendsten Gartenanlagen Belgiens. Im Garten wurden der englische Gartenarchitekt Russell Page bestattet.
In einem Haus, in dem der Comic-Zeichner Willy Vandersteen wohnte, wurde ein Suske-und-Wiske-Museum eingerichtet.

## Söhne und Töchter der Gemeinde
- Jérôme Becker (1850–1912), Artillerieoffizier und Forschungsreisender
- Frans Dictus (1907–1994), Radrennfahrer
- François Van den Berghe (1907–1976), römisch-katholischer Ordensgeistlicher, Bischof von Budjala
- Albert Hendrickx (1916–1990), Radrennfahrer
- Maria Rosseels (1916–2005, geb. im Ortsteil Brasschaat), Schriftstellerin und Journalistin
- Félix Standaert (1922–2006), Diplomat
- Roger Van Gool (* 1950 im Ortsteil Nieuwmoer), Fußballspieler

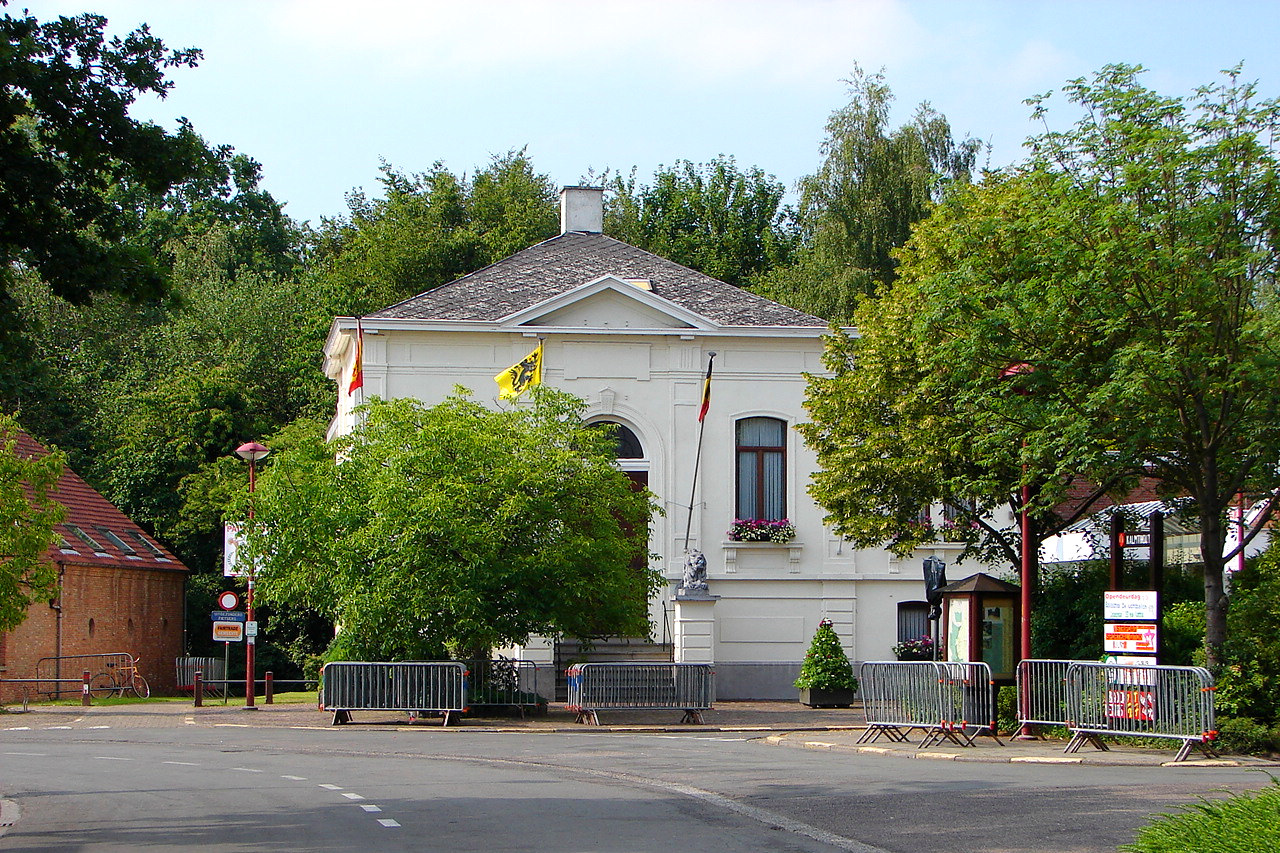
Rathaus

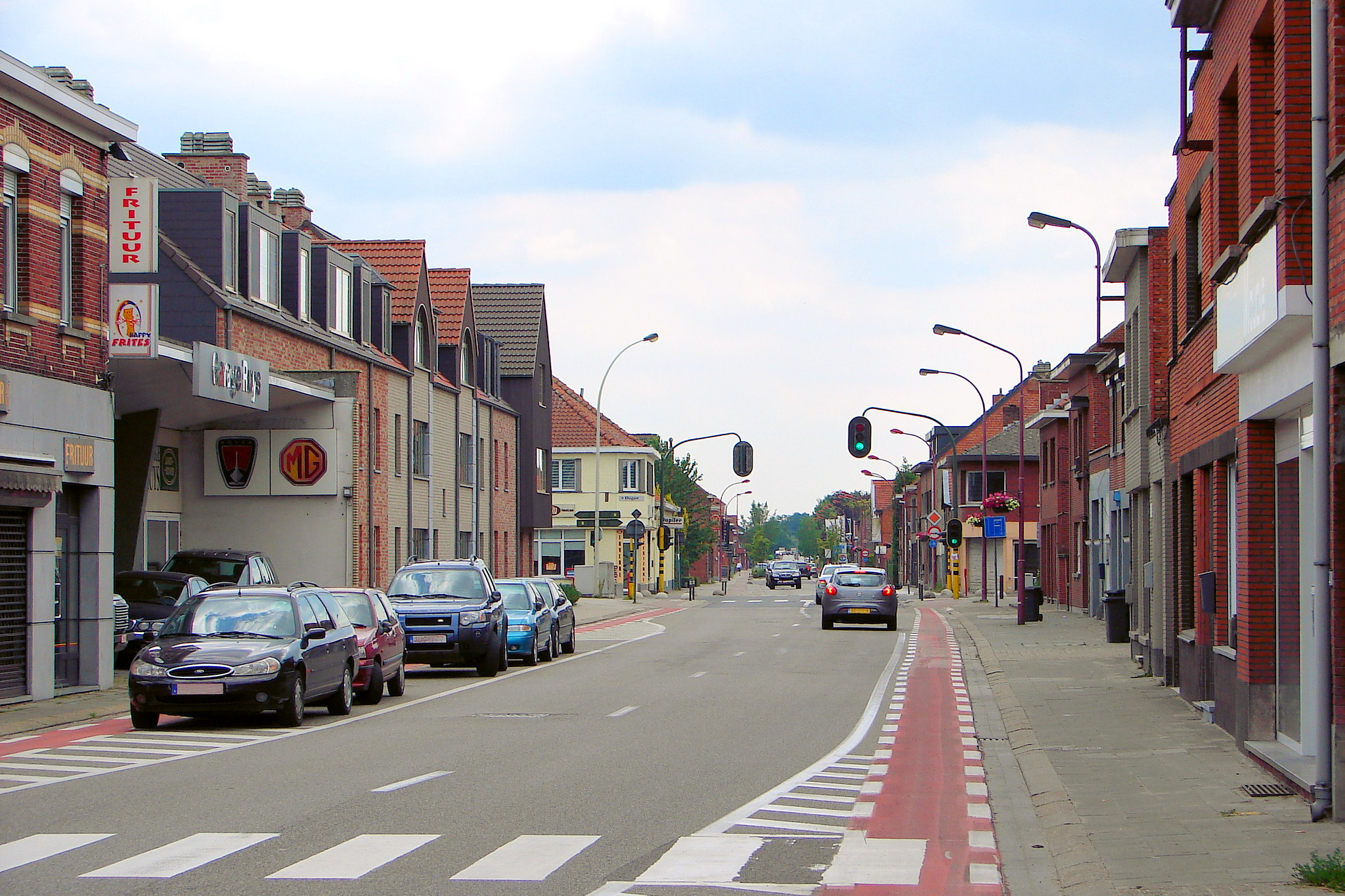
Achterbroek

- Ludo Delcroix (* 1950), Radrennfahrer